# Commanderie de Genrupt
La commanderie de Genrupt est une commanderie hospitalière anciennement templière située au hameau de Genrupt, rattaché depuis 1972 à Bourbonne-les-Bains dans le département de la Haute-Marne.

## Histoire

### L'ordre du Temple (XIIeetXIIIesiècles)
Les templiers sont présents dès le milieu du XIIe siècle à la suite de la donation par Foulques de Bourbonne du hameau de Genrupt. La seigneurie de Bourbonne se trouvant dans les terres relevant de l’évêché de Langres et qui avait été donnés par Hugues III, duc de Bourgogne à Gauthier de Bourgogne, son oncle. Ce n'était alors qu'une maison du Temple dépendante de la commanderie de La Romagne, située au sud-ouest à 52 kilomètres. De nombreuses donations et acquisitions permettent aux templiers d'étendre leur territoire autour de cette maison  comme à Voisey en 1176, la seigneurie de Barges (proche de Jussey) en 1182, à Bourbonne en 1191 et en 1276 ou encore à Neuvelle-lès-Voisey). Au XIIIe siècle, Cette maison deviendra une commanderie autonome destinée à gérer ces acquisitions.

## Source
- Delphine Marie, Les Templiers dans le diocèse de Langres : des moines entrepreneurs aux XIIe et XIIIe siècles, Langres, D. Guéniot, 2004 (ISBN 2-87825-260-8)
- Collectif sous la direction d'Éliane Vergnolle, (les passages concernant Genrupt sont de René Locatelli), La Création architecturale en Franche-Comté au XIIe siècle : du roman au gothique, Presses Univ. Franche-Comté, 2001, 351 p. (ISBN 978-2-84627-006-9, lire en ligne)
- René Locatelli, Sur les chemins de la perfection : Moines et chanoines dans le diocèse de Besançon vers 1060-1220, Saint-Étienne, Publications de l’université de Saint-Étienne, 1992, 536 p. (ISBN 978-2-86272-024-1, lire en ligne)
- Jean Baptiste Stanislas Martial Migneret et Théodore Pistollet de Saint-Ferjeux, Recherches historiques et statistiques sur les principales communes de l'arrondissement de Langres, vol. 1 & 2, Sommier, 1836, 515 p. (lire en ligne), p. 124-125, 282